# Cand.scient.oecon.
Cand.scient.oecon. (latin: candidatus/candidata scientiarum oeconomices) er betegnelsen for en person, der er indehaver af en kandidatgrad inden for det matematisk-økonomiske område fra enten Københavns Universitet, Syddansk Universitet, Aalborg Universitet eller Aarhus Universitet. Cand.scient.oecon. bruges også som betegnelse for en person, der er indehaver af en kandidatgrad i miljø- og naturressourceøkonomi fra Københavns Universitet.

## Cand.scient.oecon'er
- Professor David Lando, cand.scient.oecon. fra Københavns Universitet 1991
- Professor Peter Norman Sørensen, cand.scient.oecon. fra Københavns Universitet 1992
- Professor Peter Reinhard Hansen, cand.scient.oecon. fra Københavns Universitet 1995
- Professor Lasse Heje Pedersen, cand.scient.oecon. fra Københavns Universitet 1997

| Skole | Spire Denne artikel om en skole, en uddannelsesinstitution eller uddannelse er en spire som bør udbygges. Du er velkommen til at hjælpe Wikipedia ved at udvide den. |